# Павийский диалект западноломбардского языка
Павийский диалект западноломбардского языка — диалект западноломбардского языка, употребляемая в провинции Павия, Ломбардия, Италия. Павийский диалект отличается от прочих западноломбардских диалектов переходом z (ts/dz) в s.
В прошлом, до влияния миланского диалекта, павийский диалект был более похож на эмилиано-романьольское наречие. В Ломеллине употребляется диалект, на который оказал влияние пьемонтский язык. В Ольтрепо-Павезе употребляются чистые западноломбардские диалекты и наречия с эмилиано-романьольским влиянием. В южной части провинции Павия на диалект оказал влияние лигурский язык.